# Selphius/Diskografie
Diese Diskografie ist eine Übersicht über die musikalischen Werke der deutschen Sängerin und Synchronsprecherin Selphius. Sie veröffentlicht überwiegend deutsche Versionen von Anime Openings und Endings.

## Alben

### Studioalben
| Jahr | Titel          | Höchstplatzierung, Gesamtwochen, AuszeichnungChartsChartplatzierungen (Jahr, Titel, Platzierungen, Wochen, Auszeichnungen, Anmerkungen) | Anmerkungen                                      |
| Jahr | Titel          | DE | Anmerkungen                                      |
| ---- | -------------- | --- | ------------------------------------------------ |
| 2021 | Shinsekai Plus | — | Erstveröffentlichung: 5. Februar 2021 Coveralbum |

### EPs
| Jahr | Titel           | Anmerkungen                                          |
| ---- | --------------- | ---------------------------------------------------- |
| 2018 | Dango Daikazoku | Erstveröffentlichung: 31. Dezember 2018 feat. Crouka |

## Singles

### Als Leadmusikerin
| Jahr | Titel                                 | Anmerkungen                                                            |
| ---- | ------------------------------------- | ---------------------------------------------------------------------- |
| 2018 | Deep in Abyss                         | Erstveröffentlichung: 1. August 2018                                   |
| 2018 | Asphyxia                              | Erstveröffentlichung: 1. August 2018                                   |
| 2018 | Voracity                              | Erstveröffentlichung: 8. September 2018                                |
| 2018 | Kiss of Death                         | Erstveröffentlichung: 20. September 2018                               |
| 2018 | Ryuusei                               | Erstveröffentlichung: 13. Oktober 2018                                 |
| 2018 | L.L.L.                                | Erstveröffentlichung: 30. Oktober 2018                                 |
| 2018 | Je ne parle pas français              | Erstveröffentlichung: 10. November 2018                                |
| 2018 | Requiem der Morgenröte                | Erstveröffentlichung: 24. November 2018                                |
| 2018 | Lovers                                | Erstveröffentlichung: 01. Dezember 2018                                |
| 2018 | There Is a Reason                     | Erstveröffentlichung: 15. Dezember 2018                                |
| 2018 | Crossing Field                        | Erstveröffentlichung: 21. Dezember 2018                                |
| 2019 | Adamas                                | Erstveröffentlichung: 11. Januar 2019                                  |
| 2019 | Blizzard                              | Erstveröffentlichung: 5. Februar 2019                                  |
| 2019 | Torikago                              | Erstveröffentlichung: 9. Februar 2019                                  |
| 2019 | Kuusou Mesorogiwi                     | Erstveröffentlichung: 15. März 2019                                    |
| 2019 | Deal With the Devil                   | Erstveröffentlichung: 22. März 2019                                    |
| 2019 | Rightfully                            | Erstveröffentlichung: 29. März 2019                                    |
| 2019 | Hentai                                | Erstveröffentlichung: 01. April 2019                                   |
| 2019 | Kawaki wo Ameku                       | Erstveröffentlichung: 05. April 2019                                   |
| 2019 | Kono Yubi Tomare                      | Erstveröffentlichung: 12. April 2019                                   |
| 2019 | Los! Los! Los!                        | Erstveröffentlichung: 20. April 2019                                   |
| 2019 | forget-me-not                         | Erstveröffentlichung: 16. Mai 2019                                     |
| 2019 | shadowgraph                           | Erstveröffentlichung: 20. Mai 2019                                     |
| 2019 | Gurenge                               | Erstveröffentlichung: 23. Mai 2019                                     |
| 2019 | Jingo Jungle                          | Erstveröffentlichung: 14. Juni 2019                                    |
| 2019 | Namae no Nai Kaibutsu                 | Erstveröffentlichung: 28. Juni 2019                                    |
| 2019 | Touch Off                             | Erstveröffentlichung: 15. August 2019                                  |
| 2019 | Renai Circulation                     | Erstveröffentlichung: 16. August 2019                                  |
| 2019 | Michishirube                          | Erstveröffentlichung: 19. August 2019                                  |
| 2019 | The Everlasting Guilty Crown          | Erstveröffentlichung: 6. September 2019                                |
| 2019 | Chikatto Chika Chika                  | Erstveröffentlichung: 27. September 2019                               |
| 2019 | Connect                               | Erstveröffentlichung: 11. Oktober 2019                                 |
| 2019 | Stay Alive                            | Erstveröffentlichung: 20. Oktober 2019                                 |
| 2019 | still doll                            | Erstveröffentlichung: 31. Oktober 2019                                 |
| 2019 | Irony                                 | Erstveröffentlichung: 15. November 2019                                |
| 2019 | Sakura Kiss                           | Erstveröffentlichung: 06. Dezember 2019                                |
| 2019 | Fukashigi no Carte                    | Erstveröffentlichung: 24. Dezember 2019                                |
| 2019 | Girl                                  | Erstveröffentlichung: 31. Dezember 2019                                |
| 2020 | Escape                                | Erstveröffentlichung: 3. Januar 2020                                   |
| 2020 | Inside Identity                       | Erstveröffentlichung: 10. Januar 2020                                  |
| 2020 | Endless Story                         | Erstveröffentlichung: 17. Januar 2020                                  |
| 2020 | Trip -innocent of D-                  | Erstveröffentlichung: 24. Januar 2020                                  |
| 2020 | Alles was zählt                       | Erstveröffentlichung: 7. Februar 2020                                  |
| 2020 | silky heart                           | Erstveröffentlichung: 14. Februar 2020                                 |
| 2020 | Koi no Beginner Nan Desu (T_T)        | Erstveröffentlichung: 21. Februar 2020                                 |
| 2020 | Silent Solitude                       | Erstveröffentlichung: 28. Februar 2020                                 |
| 2020 | Hishoku no Sora                       | Erstveröffentlichung: 13. März 2020                                    |
| 2020 | Panta Rhei                            | Erstveröffentlichung: 20. März 2020                                    |
| 2020 | Euterpe                               | Erstveröffentlichung: 27. März 2020                                    |
| 2020 | Loli                                  | Erstveröffentlichung: 1. April 2020                                    |
| 2020 | forever we can make it!               | Erstveröffentlichung: 3. April 2020                                    |
| 2020 | Sensen no Realism                     | Erstveröffentlichung: 12. April 2020                                   |
| 2020 | Let’s! Ohime-sama Dakko               | Erstveröffentlichung: 17. April 2020                                   |
| 2020 | Say So                                | Erstveröffentlichung: 24. April 2020                                   |
| 2020 | Departures                            | Erstveröffentlichung: 29. Mai 2020                                     |
| 2020 | Paradisus-Paradoxum                   | Erstveröffentlichung: 29. Mai 2020                                     |
| 2020 | Kaen                                  | Erstveröffentlichung: 19. Juni 2020 feat. Crouka                       |
| 2020 | Blue Bird                             | Erstveröffentlichung: 26. Juni 2020                                    |
| 2020 | My Dearest                            | Erstveröffentlichung: 26. Juni 2020                                    |
| 2020 | Click                                 | Erstveröffentlichung: 3. Juli 2020                                     |
| 2020 | Goya no Machiawase                    | Erstveröffentlichung: 10. Juli 2020                                    |
| 2020 | Recall                                | Erstveröffentlichung: 17. Juli 2020                                    |
| 2020 | Borderland                            | Erstveröffentlichung: 24. Juli 2020                                    |
| 2020 | Shiver                                | Erstveröffentlichung: 31. Juli 2020                                    |
| 2020 | Error                                 | Erstveröffentlichung: 7. August 2020                                   |
| 2020 | My Soul, Your Beats!                  | Erstveröffentlichung: 14. August 2020                                  |
| 2020 | No, Thank You!                        | Erstveröffentlichung: 16. August 2020                                  |
| 2020 | This game                             | Erstveröffentlichung: 21. August 2020                                  |
| 2020 | Blade of Hope                         | Erstveröffentlichung: 4. September 2020                                |
| 2020 | Daydream Syndrome                     | Erstveröffentlichung: 11. September 2020                               |
| 2020 | Los! Los! Los! (UndreamedPanic Remix) | Erstveröffentlichung: 27. Oktober 2020 feat. UndreamedPanic            |
| 2020 | Oh my god                             | Erstveröffentlichung: 30. Oktober 2020                                 |
| 2020 | Black Rover                           | Erstveröffentlichung: 6. November 2020                                 |
| 2020 | Help!! -Hell side-                    | Erstveröffentlichung: 6. November 2020                                 |
| 2020 | Remembrance                           | Erstveröffentlichung: 6. November 2020                                 |
| 2020 | Passionate squall                     | Erstveröffentlichung: 11. Dezember 2020                                |
| 2020 | Fukurou                               | Erstveröffentlichung: 18. Dezember 2020                                |
| 2020 | Resister                              | Erstveröffentlichung: 18. Dezember 2020                                |
| 2020 | The Baddest                           | Erstveröffentlichung: 25. Dezember 2020 feat. Crouka                   |
| 2021 | Kamisama no lu Toori                  | Erstveröffentlichung: 7. Januar 2021                                   |
| 2021 | Mousou Express                        | Erstveröffentlichung: 15. Januar 2021                                  |
| 2021 | Vanilla Salt                          | Erstveröffentlichung: 22. Januar 2021                                  |
| 2021 | my strange addiction                  | Erstveröffentlichung: 26. Februar 2021                                 |
| 2021 | Ponponpon                             | Erstveröffentlichung: 19. März 2021                                    |
| 2021 | bad guy                               | Erstveröffentlichung: 1. April 2021 feat. Gasi                         |
| 2021 | Black † White                         | Erstveröffentlichung: 9. April 2021                                    |
| 2021 | unravel                               | Erstveröffentlichung: 17. April 2021                                   |
| 2021 | Dancing in the velvet moon            | Erstveröffentlichung: 4. Juni 2021                                     |
| 2021 | Envy Baby                             | Erstveröffentlichung: 18. Juni 2021                                    |
| 2021 | Castaways                             | Erstveröffentlichung: 11. August 2021 feat. AlexOku & Hakujou          |
| 2021 | Scarborough Fair                      | Erstveröffentlichung: 3. September 2021                                |
| 2021 | Your Reality                          | Erstveröffentlichung: 10. September 2021 feat. Crouka & UndreamedPanic |
| 2021 | Dearest Drop                          | Erstveröffentlichung: 20. September 2021                               |
| 2021 | Bitter Choco Decoration               | Erstveröffentlichung: 1. Oktober 2021                                  |
| 2021 | Lost in Thoughts All Alone            | Erstveröffentlichung: 8. Oktober 2021                                  |
| 2021 | Katyusha                              | Erstveröffentlichung: 15. Oktober 2021 feat. Crouka & Sati Akura       |
| 2021 | Blumenkranz                           | Erstveröffentlichung: 22. Oktober 2021                                 |
| 2021 | Spooky Scary Skeletons                | Erstveröffentlichung: 6. November 2021 feat. Crouka                    |
| 2022 | Romeo and Cinderella                  | Erstveröffentlichung: 14. Januar 2022                                  |
| 2022 | My R                                  | Erstveröffentlichung: 6. Mai 2022 feat. Crouka                         |
| 2022 | Haru Yo, Koi                          | Erstveröffentlichung: 13. Mai 2022 feat. Crouka                        |
| 2022 | D.D.D.D.                              | Erstveröffentlichung: 27. Mai 2022 feat. Crouka                        |
| 2022 | Ouchi ga Ichiban                      | Erstveröffentlichung: 10. Juni 2022 feat. Crouka                       |

### Gastbeiträge
| Jahr | Titel                                | Anmerkungen |
| ---- | ------------------------------------ | --- |
| 2015 | Sink into Dreams                     | Erstveröffentlichung: 30. Dezember 2015 Frozen Starfall feat. Selphius                                                 |
| 2016 | Snowfall                             | Erstveröffentlichung: 8. Mai 2016 Frozen Starfall feat. Selphius                                                       |
| 2016 | Hiraeth                              | Erstveröffentlichung: 13. August 2016 Frozen Starfall feat. Selphius & Crouka                                          |
| 2016 | Cursed Blossom ~Eternal Garden~      | Erstveröffentlichung: 29. Dezember 2016 Frozen Starfall feat. Selphius & 雄之助                                        |
| 2017 | Lunartanz                            | Erstveröffentlichung: 7. Mai 2017 Frozen Starfall feat. Selphius                                                       |
| 2017 | Einfach Einfach                      | Erstveröffentlichung: 29. Dezember 2017 Frozen Starfall feat. Selphius                                                 |
| 2018 | Ice Cream Palace                     | Erstveröffentlichung: 30. Dezember 2018 Frozen Starfall feat. Selphius                                                 |
| 2018 | Nuclear Fusion                       | Erstveröffentlichung: 30. Dezember 2018 Frozen Starfall feat. Selphius                                                 |
| 2019 | Piratenkönig                         | Erstveröffentlichung: 19. Februar 2019 OPFuture feat. Selphius                                                         |
| 2019 | Hercules                             | Erstveröffentlichung: 23. Mai 2019 OPFuture feat. Selphius                                                             |
| 2019 | Lunartanz (Separate Version)         | Erstveröffentlichung: 27. Juli 2019 Frozen Starfall feat. Selphius                                                     |
| 2019 | Snowfall (Separate Version)          | Erstveröffentlichung: 27. Juli 2019 Frozen Starfall feat. Selphius                                                     |
| 2019 | Recurring Dream                      | Erstveröffentlichung: 12. August 2019 Frozen Starfall feat. Selphius                                                   |
| 2019 | Crystal Dream                        | Erstveröffentlichung: 12. August 2019 Frozen Starfall feat. Selphius                                                   |
| 2019 | Sommertrip                           | Erstveröffentlichung: 9. September 2019 Frozen Starfall feat. Selphius                                                 |
| 2019 | Einfach Einfach (Remastered Version) | Erstveröffentlichung: 9. September 2019 Frozen Starfall feat. Selphius                                                 |
| 2019 | Sommertrip (crouka Remix)            | Erstveröffentlichung: 9. September 2019 Frozen Starfall feat. Selphius & crouka                                        |
| 2019 | Einfach Einfach (FS Remix)           | Erstveröffentlichung: 9. September 2019 Frozen Starfall feat. Selphius                                                 |
| 2019 | Lost Soul                            | Erstveröffentlichung: 31. Dezember 2019 Frozen Starfall feat. Selphius                                                 |
| 2020 | Wo willst du hin?                    | Erstveröffentlichung: 11. September 2020 Star Jewel feat. Selphius & crouka                                            |
| 2020 | Sanctuary                            | Erstveröffentlichung: 13. November 2020 Zakk Cash feat. Selphius, Nordex, ShiroNeko, Marissa Dattoli & Matthew Jacques |
| 2020 | Wo willst du hin? (crouka Remix)     | Erstveröffentlichung: 25. Dezember 2020 Star Jewel feat. Selphius & crouka                                             |
| 2020 | Sommertrip (Spacelectro Remix)       | Erstveröffentlichung: 31. Dezember 2019 Frozen Starfall feat. Selphius & Spacelectro                                   |
| 2021 | It’s Like a Tiny Bit of Light        | Erstveröffentlichung: 23. Juli 2021 Sati Akura feat. Selphius                                                          |
| 2021 | Lunartanz (2021 Ver.)                | Erstveröffentlichung: 24. September 2021 Frozen Starfall feat. Selphius                                                |
| 2021 | Lunartanz (Nhato Remix)              | Erstveröffentlichung: 24. September 2021 Frozen Starfall feat. Selphius & Nhato                                        |
| 2021 | Crystal Dream (asuzora Remix)        | Erstveröffentlichung: 31. Dezember 2021 Frozen Starfall feat. Selphius & Asuzora                                       |
| 2021 | Final Legacy (crouka Remix)          | Erstveröffentlichung: 31. Dezember 2021 Frozen Starfall feat. Selphius & Crouka                                        |
| 2022 | Final Legacy                         | Erstveröffentlichung: 20. Mai 2022 Frozen Starfall feat. Selphius                                                      |